# Альберт Бредов
Альберт Бредов (нім. Albert Bredow, рос. Альберт Бредов; 1828 — 23 квітня (5 травня) 1899, Москва) —  німецький та російський художник-пейзажист, літограф, театральний декоратор (сценограф). Відомий своїми романтичними зимовими пейзажами.

## З біографії
А. Бредов за походженням німець. Про його ранні роки та місце отримання ним художньої освіти відомостей зовсім немає. За деякими даними його творчості властиві митецькі прийоми притаманні для дюссельдорфської художньої школи, а отже він міг навчатися у Дюссельдорфській академії мистецтв.
У 1852 — 1855 роках працював декоратором в Ризі, а згодом недовго в Таллінні.
Декоратор при Дирекції  московських (1854 або 1856 — 1862) та петербурзьких імператорських театрів (1860 — 1871).  Брав участь в поактному оформленні спектаклів московського Большого театру та Маріїнського театру.
1868 року вступив до Петербурзької академії мистецтв. На академічних виставках експонував пейзажі з видами Німеччини та Росії. Багато подорожував, писав пейзажі Німеччини, Латвії та Росії.

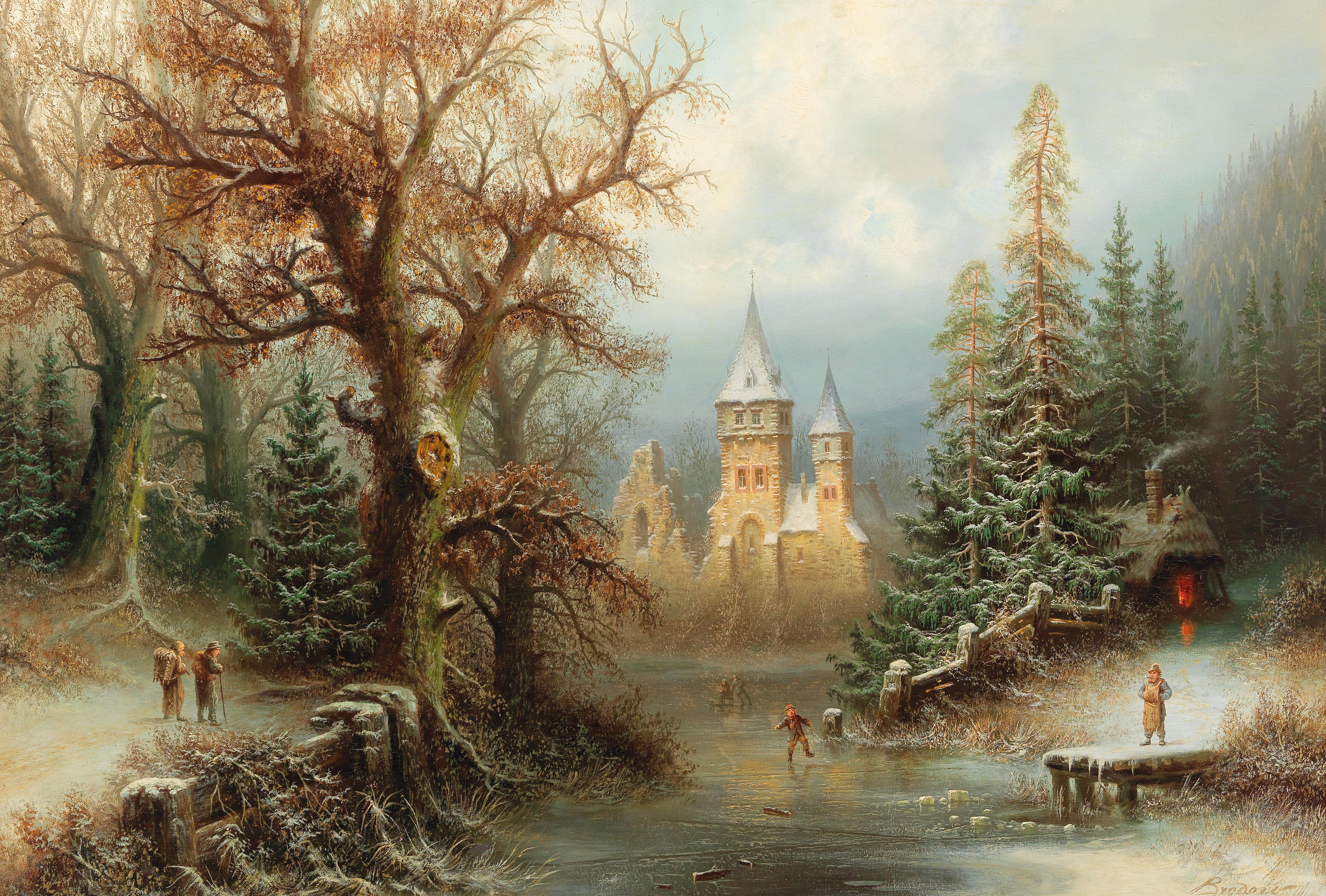
«Романтичний зимовий пейзаж з ковзанярами біля замку» (створено перед 1899)

Його пейзажі сьогодні продаються на багатьох інтернет-аукціонах різних країн за ціною від 3500 євро.